# Uroobovella costal
Uroobovella costal es una especie de arácnido del orden Mesostigmata de la familia Urodinychidae.

## Distribución geográfica
Se encuentra en Israel y Rumania.